# Svidník
Svidník (în maghiară Felsővízköz, în germană Oberswidnik, în rusină Свідник, transliterat: Svidnîk, în ucraineană Свидник, transliterat: Svîdnîk) este un oraș din Slovacia. Localitatea se află la altitudinea de 230 m deasupra n.m., se întinde pe o suprafață de 20,2 km2 și în 2017 număra 11 096 de locuitori.

## Istoric
Localitatea Svidník este atestată documentar din 1355.

## Demografie
| An:                | 1994   | 2004   | 2014   | 2024    |
| ------------------ | ------ | ------ | ------ | ------- |
| Număr de persoane: | 12.590 | 12.354 | 11.337 | 9647    |
| Diferență:         |        | −1,87% | −8,23% | −14,90% |

| An:                | 2023 | 2024   |
| ------------------ | ---- | ------ |
| Număr de persoane: | 9770 | 9647   |
| Diferență:         |      | −1,25% |